# 岡崎市議会
岡崎市議会（おかざきしぎかい）は、愛知県岡崎市に設置されている地方議会である。

## 概要
- 定数：37人
- 任期：2024年10月26日 - 2028年10月25日[1]
- 選挙区：市全体を1選挙区とする大選挙区制（単記非移譲式）
- 議長：簗瀬太（自民清風会→無所属）
- 副議長：井町圭孝（民政クラブ→無所属）

## 会派
| 会派名         | 議席数 | 党派                                       | 議員名（◎は代表） |
| -------------- | ------ | ------------------------------------------ | --- |
| 自民清風会     | 14     | 自由民主党                                 | ◎磯部亮次、中根武彦、鈴木静男、加藤義幸、荻野秀範、野々山雄一郎、酒井正一、野本篤 蜂須賀一郎、前田麗子、杉浦久直、金山直樹、神谷茂樹、田口正夫 |
| 民政クラブ     | 7      | 立憲民主党1・無所属6                       | ◎加藤嘉哉、佐藤哲朗、柴田敏光、白井正樹、原紀彦、瀬戸清太郎、鈴木英樹                                                                          |
| 公明党         | 4      | 公明党                                     | ◎畑尻宣長、野島さつき、土谷直樹、山村栄 |
| チャレンジ岡崎 | 3      | 無所属                                     | ◎小田高之、杉山智騎、福田澄代 |
| 無所属         | 9      | 無所属5・日本共産党2・参政党1・自由民主党1 | 伊藤正義、大原昌幸、加藤史朗、本多勝、三浦康宏、鈴木雅子、中根善明、簗瀬太（議長）、井町圭孝（副議長）                                         |
| 計             | 37     |                                            | |

（2024年11月5日現在）

## 議員報酬と政務活動費
議員報酬
| 役職   | 報酬             | 期末手当（6月）    | 期末手当（12月）   |
| ------ | ---------------- | ------------------ | ------------------ |
| 議長   | 月額 73万6,000円 | 報酬月額×1.45×1.55 | 報酬月額×1.45×1.70 |
| 副議長 | 月額 66万8,000円 | 報酬月額×1.45×1.55 | 報酬月額×1.45×1.70 |
| 議員   | 月額 61万4,000円 | 報酬月額×1.45×1.55 | 報酬月額×1.45×1.70 |

政務活動費
月額50,000円。年間2回（4月・10月）に分けて会派又は会派に属さない議員に交付される。

## 沿革

### 1990年代
1990年
- 2月18日 - 第39回衆議院議員総選挙実施。旧愛知4区から立候補した自民党現職の杉浦正健が2期目の当選を果たした[5]。翌19日、杉浦の後援会事務局長の鈴木康夫は買収容疑でただちに逮捕された[6][注 2]。
- 2月22日 - 鈴木康夫から30万円または50万円の現金をそれぞれ受け取り[11]、買収された容疑で、宮川達、長坂満次、加藤辰雄、鈴木広市、細井一夫、渡辺五郎ら市議6人が逮捕された。鈴木の供述などにより計20人の市議が金を受け取ったことが判明。全員、受け取った金は洋服代や娘の結婚資金、借金返済、自身の後援会幹部への歳暮代などに充てた。集票活動に使った者は一人もいなかった（杉浦事件）[12][13]。
- 2月25日 - 同容疑で、山田敏貴、広瀬倉吉、内田裕[注 3]、石川新平、河澄亨[注 4]、村松武ら市議6人が逮捕される。
- 3月18日 - 同容疑で、八田二郎が逮捕される[23]。
- 3月19日 - 同容疑で、中根康浩、大川時男、山本敏治、兵藤明、加藤増雄、中根勝美、山崎盛三郎ら市議7人が書類送検される[23]。
- 8月8日 - 加藤辰雄、渡辺五郎、河澄亨、大川時男、加藤増雄、山崎盛三郎が辞職[24]。
- 8月16日 - 起訴のみを受けた加納登が辞職[24]。
- 9月21日 - 山田敏貴、広瀬倉吉、石川新平が辞職[24]。
- 9月25日 - 宮川達、長坂満次、鈴木広市、細井一夫、内田裕、山本敏治、兵藤明が辞職[24]。計17名が辞職したことにより補選が行われることが決定。
- 11月4日 - 岡崎市議会議員補欠選挙実施。定数17に対し22人が立候補。投票率51.16％[25]。

1991年
- 4月 - 杉浦事件で有罪が確定した元市議のうち6人が明仁の即位の礼に伴う特別恩赦の対象となり、公民権停止が解けた[26]。
- 8月16日 - 容疑を否認し裁判中の中根康浩が辞職[27][28]。
- 12月20日 - 容疑を否認し裁判中の中根勝美が辞職[29]。

1992年
- 5月18日 - 杉浦事件で有罪が確定した元市議のうち渡辺五郎、河澄亨、加藤辰雄、広瀬倉吉、鈴木広市、宮川達、長坂満次の7人が特赦を受けた。前年の6人とあわせて計13人の公民権停止が解けた[26]。
- 7月26日 - 岡崎市長選挙実施。現職の中根鎭夫が前市議の都築末二、中根康浩の父親で元県議の中根薫、共産党公認候補らを破り4選[30]。
- 10月18日 - 岡崎市議会議員選挙実施。投票率65.35％。前述の公民権停止が解けた元市議の中から八田二郎、河澄亨、広瀬倉吉、渡辺五郎、加藤増雄、大川時男らが立候補。立候補した6人はいずれも当選した。中根薫が初当選[25]。

1999年
- 6月25日 - 定例会の打ち上げを兼ねた自民党市議団約20人の懇親会が西浦温泉の旅館で開かれた折[31]、次期議長人事や議長の公用車の使い方をめぐり、永田寛と渡辺五郎議長が口論となった。永田は渡辺にいきなりビールをかけ、押し倒し、尻を蹴った。渡辺は尾てい骨を骨折した[32][33]。
- 7月3日 - 加藤増雄（自民党市議団）が死去[34]。
- 8月5日 - 永田は各派代表者会議の席で謝罪した[32]。
- 8月6日 - 永田は暴行事件の責任をとり、自民党市議団を離脱し無所属となった[34]。
- 9月29日 - 渡辺の公用車問題を追及していた鈴木雅美（男性、民主市民クラブ）[注 5]が前年6月に知人の女性2人に対し暴力をふるっていたことが明らかになった。美術家の女性を平手打ちすると、居合わせた旧額田町の主婦が美術家をかばい、「実るほど頭を垂れる稲穂かな」と鈴木を諭した。この言葉にかっとなった鈴木は続いて主婦も殴った[39][40]。
- 9月30日 - 中日新聞は朝刊で鈴木雅美の暴力事件を報じた[39]。報道を受けて鈴木は民主市民クラブを離脱し、無所属となった。民主市民クラブは2人会派だったため、残る中根薫も無所属となった[34]。

### 2000年代
2008年
- 10月5日 - 岡崎市議会議員選挙実施（下記参照）。投票率59.04％。額田町との合併後、最初に行われた市議選。

### 2010年代
2011年
- 1月17日 - 山本雅宏（自民清風会）、園山康男（自民清風会）が愛知県知事選挙の動向を見据え会派を離脱。
- 2月6日 - 愛知県知事選挙実施。大村秀章が初当選。自由民主党推薦の重徳和彦は次点で落選。
- 2月8日 - 山本雅宏、野村康治、柵木誠、園山康男、鈴木雅登（いずれも無所属）の5名の議員は、大村の当選を受け、日本一愛知の会の岡崎支部である「日本一愛知の会 岡崎」を結成[41]。
- 3月28日 - 園山康男（日本一愛知の会 岡崎）が県議選に出馬するため辞職[42][43]。
- 4月10日 - 愛知県議会議員選挙実施。園山康男は日本一愛知の会公認で当選[44]。

2012年
- 10月12日 - 愛知県議会議員補欠選挙告示。鈴木雅登（日本一愛知の会 岡崎）、梅村順一（自民清風会）は同選挙に立候補したことにより自動失職。
- 10月21日 - 岡崎市議会議員選挙（下記参照）、岡崎市長選挙ならびに愛知県議会議員補欠選挙実施。市議選の投票率は57.81％。市長選は前県議の内田康宏が園山康男を破り、初当選を果たした[45]。

2013年
- 10月31日 - 小木曽智洋（黎明）が会派を離脱し無所属となる。

2015年
- 3月2日 - 新海正春（自民清風会）が県議選に出馬するため辞職[46]。
- 4月12日 - 愛知県議会議員選挙実施。新海正春は自民党公認で当選。

2016年
- 3月18日 - 柴田泉（自民清風会）が死去[47]。
- 3月31日 - 中根武彦（黎明）[注 6]が会派を離脱し無所属となる。これにより会派「黎明」は会派構成の人数要件（3人以上）を満たさなくなり消滅。
- 4月29日 - 『中日新聞』に、三浦康宏（自民清風会）が横山幽風（無所属）と推測される人物に対し性的関係を求めるなどセクハラ行為を繰り返していたとする記事が掲載される[51][注 7]。
- 5月24日 - 『中日新聞』に「岡崎市議会においてセクハラ行為は公然化していた」とする記事が掲載される。横山の証言によれば、三浦は電話や口頭で性的関係を迫る発言を繰り返し、3月15日の電話では「年4回の関係を持ちたい」「3月に4回中の1回で、視察の4日間のうちに1回で、選挙終わってから2回かな」と述べたという。横山が拒否すると「意外に視察中が一番安全だと思うよ」「朝を一緒にいたいよ」と答えた[52]。
- 5月28日 - 『中日新聞』に、横山幽風が視察先で田口正夫（自民清風会）からセクハラ行為を受けていたとする記事が掲載される。田口は2014年1月27日、委員会視察の一日目を終えてホテルに宿泊。横山ら同僚議員4人とホテル外の飲食店2軒をはしごし、飲酒した。さらに同僚らとホテルのバーで再び飲酒するが、その後田口は横山のあとをつけ、横山の部屋に無理やり入った[55][56]。
- 5月30日 - 三浦は記者会見を開き、「いろいろ相談を持ちかけられ、私は相談に乗っていた立場だ。セクハラと評価される言動はしていない」と身の潔白を主張するが、同日付で自民清風会を離脱した。横山は三浦の発言に対し「勝手に議員控室に入ってきて、性的関係を持つよう迫られたこともある。否定するとは許せない」と憤慨した[57]。
- 5月30日 - 「全国フェミニスト議員連盟」が蜂須賀喜久好議長宛てに抗議文を提出[58]。
- 5月31日 - 田口は記者会見を開き、都内のホテルで深夜に横山の部屋に入ったことは認めたが、横山が主張するセクハラ行為については否定した[56]。
- 6月3日 - 横山は記者会見を開き、「三浦市議には何度も性交渉を要求され、怖かった」「嘘は言っていない。三浦市議からの電話は録音してある」と主張[59]。
- 6月19日 - 「女性を議会に！ネットワーク」（代表・白井えり子日進市議）が蜂須賀議長宛に抗議文を提出[60]。
- 6月20日 - 「女性首長を実現する会 あいち」が蜂須賀議長宛に抗議文を提出[60]。この日までに「あったか岡崎市政の会」と「市民オンブズ岡崎」も抗議や議会の体質改善、市民への説明を求める文書を提出した[60]。
- 6月28日 - 三浦康宏と田口正夫は、上記記事につき名誉毀損に当たるとして中日新聞社と執筆した記者らを相手取り、それぞれ1,100万円の損害賠償を求める訴訟を起こした[61]。三浦は横山も被告に加えている[62][63]。請求額はのちに三浦が1,000万円、田口が3,300万円に変わった[64]。
- 7月11日 - 市議会は中日新聞社に対し訂正記事の掲載を求める文書を送付[65]。
- 9月20日 - 市議会は中日新聞に掲載された7件の記事について、日本報道検証機構に誤報として通報した[注 8]。
- 10月16日 - 岡崎市議会議員選挙実施（下記参照）。投票率54.70％。

2017年
- 5月1日 - 前年に迎えた市制施行100周年を記念し、『岡崎市議会のあゆみ 100周年記念誌』を500冊作成した。A4判322ページ。価格は一冊5,000円[67]。
- 10月31日 - 蜂須賀喜久好（自民清風会）が会派を離脱し無所属となる[68]。
- 11月15日 - 臨時会実施。10月31日に退会届を出していた前副議長の山崎泰信は自民清風会に戻らず無所属のままとなった[注 9]。

2018年
- 10月22日 - 野々山雄一郎（無所属）が自民清風会に加入[71]。

2019年
- 1月15日 - 三浦康宏と田口正夫が中日新聞社と執筆記者に損害賠償を求めた訴訟の判決で、名古屋地裁はいずれの請求も棄却した。三浦は横山幽風に行った行為はセクハラに当たらないと主張して1,000万円を請求し、田口はホテルの一件は事実ではないと訴え3,300万円を請求したが、前田郁勝裁判長は報道について「内容は真実と認められる」と述べ二人の主張を斥けた[64]。
- 3月6日 - 政治倫理委員会（委員長・太田俊昭議長）が非公開で開かれ、同委員会は三浦康宏に辞職勧告を通知した。三浦は2016年春の時点で横山幽風が主張するような発言はしていないと市議会に説明したが、その後の損害賠償訴訟では不適切な発言を認める証言をし、前述のとおり中日新聞社に敗訴した。このため委員会は三浦の言動に著しい齟齬があると認定した。また、三浦が出席を求められた2月の2回の委員会を、正当な理由なく欠席したことも条例違反だとして議長厳重注意とした[72][73][74]。
- 3月22日 - 市議会本会議に、三浦康宏に対する辞職勧告決議案が提出される[75]。裁判控訴中の三浦はこれに対し、「齟齬があるという判断は決めつけ」「2016年の市議選で当選したという民意を蔑（ないがし）ろにしている」と反論。山崎憲伸（自民清風会）は「三浦は裁判の中で、性的関係を求めたことを認めた。不適切な行為・発言を繰り返し、市民と市議会に事実と異なる説明を行ってきた。容認看過できるものではない」と提案理由を説明。辞職決議案は全会一致で可決された[76][77][63][78][79]。
- 3月27日 - 木全昭子が県議選に立候補するため辞職。これにより日本共産党岡崎市議団は、会派構成の人数要件（3人以上）を満たさなくなり、所属する鈴木雅子と新免悠香は無所属となった。
- 7月26日 - 原田範次（民政クラブ）が会派を離脱し無所属となる。
- 8月5日 - 山崎泰信（無所属）、蜂須賀喜久好（無所属）、原田範次（無所属）が新会派「創政会」を結成した。
- 9月30日 - 市議会は三浦康宏に対する2度目の辞職勧告決議案を全会一致で可決した[80]。三浦は「議会が辞職勧告を下すことは、投票所に足を運び三浦康宏と書いてくださった主権者たる岡崎市民に対する冒涜である」と述べ、辞職を否定した[81][82][83]。

### 2020年代
2020年
- 1月30日 - 三浦康宏と田口正夫が中日新聞社と執筆記者に損害賠償を求めた訴訟で、最高裁判所（池上政幸裁判長）は請求を棄却した高裁の判決を支持し、三浦と田口の上告を受理しない決定をした[84]。
- 2月27日 - 市議会は三浦康宏に対する3度目の辞職勧告決議案を全会一致で可決した[85]。三浦は「私はあの逆風の渦中で再選された者である」「一方的で到底納得できない」と述べ、辞職を否定した[86][87][88]。
- 5月18日 - 創政会は「自民創政会」に会派名を変更した。
- 6月23日 - チャレンジ岡崎・無所属の会は、江村力[注 10]が離脱しことに伴い、「チャレンジ岡崎・黎明の会」に会派名を変更した。
- 10月18日 - 岡崎市議会議員選挙実施（下記参照）。投票率57.24％。
- 12月18日 - 前田麗子（無所属）が自民清風会に加入。

2021年
- 12月27日 - 三塩菜摘（無所属）が米国へ私用で渡航[90]。

2022年
- 1月10日 - 三塩が帰国[90]。
- 1月11日 - 午前9時頃、三塩は、帰国後のホテル待機のため、同日開催のMICE検討特別委員会を欠席すると議会事務局に連絡[90]。
- 1月17日 - 三塩は1月20日まで自宅待機する必要があったが、自宅から外出し、10人程度が参加する地域の祭礼行事に15分ほど参加した[91]。
- 2月22日 - 政治倫理委員会は、以下の3点の理由により、三塩に議員辞職を勧告した[92][93][90]。

1. 出国の時点で三塩は1月11日開催の特別委員会に出席できないことを認識していた（2021年12月27日の出国の時点での帰国後待機期間は14日間。2022年1月15日に10日間に変更された[94]）。
2. 新型コロナウイルス感染防止のための待機期間中に祭礼行事に参加したことは地域の住民を感染の危険にさらし、信用を失墜した。
3. 事案調査会や政治倫理委員会での説明内容に齟齬や不可解な点が認められ、十分な書類等も提出されなかったことから調査や審査に支障をきたした。

- 同日 - 三塩は各メディアの取材に応じ、いずれも辞職を否定した。NHKには「今回の件は不安定な社会の中で生じた。不確実なルールのもとで議会が判断したことだ」と[95]、CBCには「提出書類や説明は適切で、処分には納得できない」と[96]、東海テレビには「オミクロン株の影響で帰国便を変更できなかった」と[97]、朝日新聞には「これまで海外出張で欠席が認められたケースがある。辞職勧告には納得していない」と答えた[98]。
- 2月28日 - 市議会定例会が開会。三塩が行った事案調査会での説明と政治倫理委員会での説明に多数の食い違いがあることが明らかとされた。市議会は「言語道断の行為で、市議会の信頼を大いに失墜させた」と述べ、三塩に対する辞職勧告決議案を賛成多数で可決した。三塩は事案調査会で「フロリダ州の高校から講演者として招待されて渡航した。講演はコロナの影響で実現しなかった」「1月8日と10日に委員会欠席について議会事務局に電話で連絡した」「PCR検査は公的機関、自宅、それぞれ複数回行った」と説明し、その後のメディアの取材に対し「提出資料や説明は適正であった」と述べていた。しかし実際は根拠となる資料は提出されておらず、市議会は「主張事実は確認できない」と結論付けた。帰国後参加した地元行事は1件ではなく2件であったことも判明した[99][100]。

2024年
- 9月13日 - 市議会本会議で、市が提出した中根康浩市長の1期目の退職金2678万4000円を支給しないこととする特例を定めた条例案と、高校生世代までの通院費を無償化するための条例案の2議案の採決が行われた。議長の小木曽智洋と欠席者の田口正夫を除く35人のうち、賛成4（鈴木雅子、中根善明、大原昌幸、柳賢一）、反対31で両議案とも否決された[101][102]。後者については、市側が9月3日の市議会福祉病院委員会で「年間3億8千万の事業費が必要だが、財源のめどは立っていない」と説明しており、討論では、その点が指摘され、持続可能な制度設計のために慎重な議論を求める声が上がった[101]。岡崎市議会における議案の否決は2020年11月臨時会（5議案中4議案が否決）以来のことであった[103]。
- 10月6日 - 岡崎市議会議員選挙実施（下記参照）。投票率53.46％。

## 選挙

### 2024年岡崎市議会議員選挙
2024年10月6日執行　当日有権者数：306,749人　最終投票率：53.46%　定数：37人　立候補者数：54人
衆議院議員の重徳和彦が率いる地域政党「チャレンジ岡崎」は議席倍増を目指し、杉山智騎、小田高之、青山晃子、近藤敏浩の現職4人と、福田澄代、春日真珠美、濱谷亜弥子、木村康之の新人4人を擁立したが、惨敗した。青山は自民系現職の中根武彦に101票差で敗れ、次点で落選した。近藤は次々点で落選した。当選したのは杉山、小田、福田の3人のみであった。過去にチャレンジ岡崎と協力関係にあった現職の柳賢一も落選した。
日本維新の会は新人3人を擁立した。同党は兵庫県知事問題などにより急激に支持率が低下しており、そのあおりを受けていずれも落選した。セクハラ問題等で3度の辞職勧告決議を受けた元職の三浦康宏は返り咲き、海外渡航問題で辞職勧告決議を受けた現職の三塩菜摘は落選した。この年に行われた東京都知事選挙にポーカー党から立候補した尾関亜弓は選挙後岡崎市羽根町に移住し、岡崎新党を名乗り立候補するも落選した。
| 順位 | 当落 | 候補者名     | 年齢 | 所属党派   | 新旧別 | 得票数    |
| ---- | ---- | ------------ | ---- | ---------- | ------ | --------- |
| 1    | 当   | 加藤史朗     | 41   | 無所属     | 新     | 6,125.660 |
| 2    | 当   | 柴田敏光     | 62   | 立憲民主党 | 現     | 5,542     |
| 3    | 当   | 蜂須賀一郎   | 39   | 無所属     | 新     | 4,980     |
| 4    | 当   | 原紀彦       | 47   | 無所属     | 現     | 4,940     |
| 5    | 当   | 井町圭孝     | 48   | 無所属     | 現     | 4,167     |
| 6    | 当   | 佐藤哲朗     | 55   | 無所属     | 現     | 4,031     |
| 7    | 当   | 加藤義幸     | 66   | 無所属     | 現     | 3,869.138 |
| 8    | 当   | 磯部亮次     | 61   | 無所属     | 現     | 3,807     |
| 9    | 当   | 金山直樹     | 48   | 無所属     | 新     | 3,791.546 |
| 10   | 当   | 神谷茂樹     | 54   | 無所属     | 新     | 3,789     |
| 11   | 当   | 杉浦久直     | 48   | 無所属     | 現     | 3,773     |
| 12   | 当   | 瀬戸清太郎   | 51   | 無所属     | 新     | 3,756     |
| 13   | 当   | 中根善明     | 43   | 日本共産党 | 現     | 3,610.868 |
| 14   | 当   | 伊藤正義     | 41   | 参政党     | 新     | 3,550     |
| 15   | 当   | 野々山雄一郎 | 54   | 無所属     | 現     | 3,549     |
| 16   | 当   | 大原昌幸     | 52   | 無所属     | 現     | 3,520     |
| 17   | 当   | 福田澄代     | 45   | 無所属     | 新     | 3,515     |
| 18   | 当   | 鈴木英樹     | 62   | 無所属     | 現     | 3,453.842 |
| 19   | 当   | 本多勝       | 32   | 無所属     | 新     | 3,444.374 |
| 20   | 当   | 鈴木雅子     | 63   | 日本共産党 | 現     | 3,436.818 |
| 21   | 当   | 簗瀬太       | 62   | 無所属     | 現     | 3,340     |
| 22   | 当   | 野本篤       | 48   | 無所属     | 現     | 3,324.185 |
| 23   | 当   | 酒井正一     | 59   | 無所属     | 現     | 3,323     |
| 24   | 当   | 田口正夫     | 70   | 無所属     | 現     | 3,235     |
| 25   | 当   | 前田麗子     | 51   | 無所属     | 現     | 3,210     |
| 26   | 当   | 畑尻宣長     | 55   | 公明党     | 現     | 3,150     |
| 27   | 当   | 土谷直樹     | 55   | 公明党     | 現     | 3,140.453 |

| 順位 | 当落 | 候補者名   | 年齢 | 所属党派     | 新旧別 | 得票数    |
| ---- | ---- | ---------- | ---- | ------------ | ------ | --------- |
| 28   | 当   | 山村栄     | 56   | 公明党       | 新     | 3,137     |
| 29   | 当   | 鈴木静男   | 59   | 無所属       | 現     | 3,094.338 |
| 30   | 当   | 杉山智騎   | 47   | 無所属       | 現     | 3,040     |
| 31   | 当   | 加藤嘉哉   | 54   | 無所属       | 現     | 2,991.199 |
| 32   | 当   | 白井正樹   | 54   | 無所属       | 新     | 2,825     |
| 33   | 当   | 野島さつき | 63   | 公明党       | 現     | 2,820     |
| 34   | 当   | 三浦康宏   | 51   | 無所属       | 元     | 2,695     |
| 35   | 当   | 荻野秀範   | 70   | 無所属       | 現     | 2,643     |
| 36   | 当   | 小田高之   | 40   | 無所属       | 現     | 2,598     |
| 37   | 当   | 中根武彦   | 66   | 無所属       | 現     | 2,562.131 |
| 38   | 落   | 青山晃子   | 44   | 無所属       | 現     | 2,461     |
| 39   | 落   | 近藤敏浩   | 56   | 無所属       | 現     | 2,292     |
| 40   | 落   | 広重敦     | 62   | 無所属       | 現     | 2,281.814 |
| 41   | 落   | 春日真珠美 | 37   | 無所属       | 新     | 2,233     |
| 42   | 落   | 原田恵太   | 45   | 無所属       | 新     | 2,160     |
| 43   | 落   | 杉本憲志   | 53   | 日本維新の会 | 新     | 2,089     |
| 44   | 落   | 三塩菜摘   | 31   | 無所属       | 現     | 1,947     |
| 45   | 落   | 柳賢一     | 44   | 無所属       | 現     | 1,935     |
| 46   | 落   | 都築徳浩   | 60   | 無所属       | 新     | 1,779     |
| 47   | 落   | 濱谷亜弥子 | 38   | 無所属       | 新     | 1,694     |
| 48   | 落   | 尾関亜弓   | 43   | 岡崎新党     | 新     | 1,356     |
| 49   | 落   | 本多秀行   | 57   | 日本維新の会 | 新     | 1,203.625 |
| 50   | 落   | 鶴森真正   | 68   | 日本維新の会 | 新     | 1,172     |
| 51   | 落   | 丹山命     | 49   | 無所属       | 新     | 1,068     |
| 52   | 落   | 菅原加那子 | 39   | 無所属       | 新     | 1,037     |
| 53   | 落   | 木村康之   | 49   | 無所属       | 新     | 0924      |
| 54   | 落   | 横田大輔   | 35   | 無所属       | 新     | 0357      |

### 2020年岡崎市議会議員選挙
2020年10月18日執行　当日有権者数：307,734人　最終投票率：57.24%　定数：37人　立候補者数：50人
セクハラと議会に対する虚偽説明により3度にわたり辞職勧告決議を受けた三浦康宏は次々点で落選。同じくセクハラで物議を醸した元職の田口正夫は引退した神谷寿広の地盤を取り込み、得票数18位で返り咲いた。
衆議院議員の重徳和彦が率いる地域政党「チャレンジ岡崎」は、前回選直後に脱会し自民清風会に入った野々山雄一郎に一矢を報いるべく、野々山と同じ井田学区（岡崎市立井田小学校の校区）の近藤敏浩を敢えて擁立。近藤は、本宿学区（岡崎市立本宿小学校の校区）が推した保守系新人の冨田武司を88票差でかわし、定数37人中37位で初当選した。
同日に行われた市長選挙では、現職の内田康宏が元衆議院議員の中根康浩に惨敗。そのあおりを受け、自民系候補者の退潮が目立つ投票結果となった。
| 順位 | 当落 | 候補者名     | 年齢 | 所属党派   | 新旧別 | 得票数    |
| ---- | ---- | ------------ | ---- | ---------- | ------ | --------- |
| 1    | 当   | 井町圭孝     | 44   | 無所属     | 現     | 5,475     |
| 2    | 当   | 原紀彦       | 43   | 無所属     | 新     | 5,432     |
| 3    | 当   | 中根善明     | 39   | 日本共産党 | 新     | 5,392.633 |
| 4    | 当   | 佐藤哲朗     | 51   | 無所属     | 新     | 5,123     |
| 5    | 当   | 土谷直樹     | 51   | 公明党     | 新     | 5,001     |
| 6    | 当   | 鈴木雅子     | 59   | 日本共産党 | 現     | 4,856.257 |
| 7    | 当   | 柴田敏光     | 58   | 立憲民主党 | 現     | 4,752     |
| 8    | 当   | 鈴木英樹     | 58   | 無所属     | 現     | 4,732.071 |
| 9    | 当   | 広重敦       | 58   | 無所属     | 新     | 4,673.125 |
| 10   | 当   | 磯部亮次     | 57   | 無所属     | 現     | 4,584     |
| 11   | 当   | 青山晃子     | 40   | 無所属     | 新     | 4,555     |
| 12   | 当   | 原田範次     | 71   | 無所属     | 現     | 4,496     |
| 13   | 当   | 加藤学       | 64   | 立憲民主党 | 現     | 4,447.484 |
| 14   | 当   | 野島さつき   | 59   | 公明党     | 現     | 4,293     |
| 15   | 当   | 畑尻宣長     | 51   | 公明党     | 現     | 4,160     |
| 16   | 当   | 柳賢一       | 40   | 無所属     | 新     | 4,096     |
| 17   | 当   | 小田高之     | 36   | 無所属     | 現     | 4,087     |
| 18   | 当   | 田口正夫     | 66   | 無所属     | 元     | 3,939     |
| 19   | 当   | 野々山雄一郎 | 50   | 無所属     | 現     | 3,933     |
| 20   | 当   | 大原昌幸     | 48   | 無所属     | 現     | 3,925     |
| 21   | 当   | 三塩菜摘     | 27   | 無所属     | 新     | 3,918     |
| 22   | 当   | 蜂須賀喜久好 | 68   | 無所属     | 現     | 3,849     |
| 23   | 当   | 杉山智騎     | 43   | 無所属     | 現     | 3,718     |
| 24   | 当   | 野本篤       | 44   | 無所属     | 現     | 3,632.874 |
| 25   | 当   | 加藤嘉哉     | 50   | 無所属     | 現     | 3,552.381 |

| 順位 | 当落 | 候補者名   | 年齢 | 所属党派            | 新旧別 | 得票数    |
| ---- | ---- | ---------- | ---- | ------------------- | ------ | --------- |
| 26   | 当   | 小木曽智洋 | 58   | 無所属              | 現     | 3,471.539 |
| 27   | 当   | 酒井正一   | 55   | 無所属              | 新     | 3,400     |
| 28   | 当   | 杉浦久直   | 44   | 無所属              | 現     | 3,398.206 |
| 29   | 当   | 加藤義幸   | 62   | 無所属              | 現     | 3,352.134 |
| 30   | 当   | 中根武彦   | 62   | 無所属              | 現     | 3,342.366 |
| 31   | 当   | 井村伸幸   | 55   | 無所属              | 現     | 3,276     |
| 32   | 当   | 三宅健司   | 54   | 無所属              | 現     | 3,269     |
| 33   | 当   | 簗瀬太     | 58   | 無所属              | 現     | 3,210     |
| 34   | 当   | 荻野秀範   | 66   | 無所属              | 現     | 3,197     |
| 35   | 当   | 前田麗子   | 47   | 無所属              | 新     | 3,173     |
| 36   | 当   | 鈴木静男   | 55   | 無所属              | 現     | 3,125.671 |
| 37   | 当   | 近藤敏浩   | 52   | 無所属              | 新     | 2,968.460 |
| 38   | 落   | 冨田武司   | 62   | 無所属              | 新     | 2,880     |
| 39   | 落   | 三浦康宏   | 47   | 無所属              | 現     | 2,820     |
| 40   | 落   | 山崎泰信   | 63   | 無所属              | 現     | 2,778     |
| 41   | 落   | 柵木誠     | 76   | 無所属              | 現     | 2,401     |
| 42   | 落   | 畑山浩一   | 50   | NHKから国民を守る党 | 新     | 2,095     |
| 43   | 落   | 都築徳浩   | 56   | 無所属              | 新     | 1,949     |
| 44   | 落   | 丹山命     | 45   | 無所属              | 新     | 1,517     |
| 45   | 落   | 横山浩一   | 62   | 岡崎ひまわりの党    | 新     | 1,179     |
| 46   | 落   | 小早川智   | 41   | 無所属              | 新     | 1,008     |
| 47   | 落   | 竹田雅彦   | 57   | 無所属              | 新     | 0879      |
| 48   | 落   | 杉浦太康   | 51   | 無所属              | 新     | 0777.793  |
| 49   | 落   | 上野寛二   | 80   | 無所属              | 新     | 0711      |
| 50   | 落   | 林敏明     | 48   | 無所属              | 新     | 0589      |

### 2016年岡崎市議会議員選挙
2016年10月16日執行　当日有権者数：304,727人　最終投票率：54.70%　定数：37人　立候補者数：56人
三浦康宏、田口正夫とセクハラ裁判で係争中の横山幽風（横山一美）は、現職の立候補者中、最下位で落選した。三浦は定数37人中37位でかろうじて当選し、田口はその三浦に2票差で落選した。
衆議院議員の重徳和彦が2016年2月に結成した地域政党「チャレンジ岡崎」は、いずれも30～40代の新人男性を4名擁立。そのうち小田高之、野々山雄一郎、杉山智騎が当選した。
野々山は当選数日後、チャレンジ岡崎の会派への入会を拒否する発言を行った。井田学区から立候補した現職の吉口二郎、新人の柏原文男、野々山のうち当選したのが野々山だけだったため、保守系の議員を欲する地元の思惑と重なり、野々山は重徳や支援者に「1年待って欲しい」と伝えた。結局、選挙から2年後の2018年10月22日、自民清風会に合流した。「チャレンジ岡崎」代表の重徳は同日、「いまだに支持者への説明が全くないまま別の会派に入るのは政治家として筋が通らず、有権者への裏切り行為にほかならない」と批判した。
| 順位 | 当落 | 候補者名     | 年齢 | 所属党派   | 新旧別 | 得票数    |
| ---- | ---- | ------------ | ---- | ---------- | ------ | --------- |
| 1    | 当   | 井町圭孝     | 40   | 無所属     | 現     | 5,057     |
| 2    | 当   | 磯部亮次     | 53   | 無所属     | 新     | 4,947     |
| 3    | 当   | 柴田敏光     | 54   | 民進党     | 現     | 4,891.042 |
| 4    | 当   | 原田範次     | 67   | 無所属     | 現     | 4,883     |
| 5    | 当   | 鈴木静男     | 51   | 無所属     | 現     | 4,831.400 |
| 6    | 当   | 小田高之     | 32   | 無所属     | 新     | 4,776     |
| 7    | 当   | 太田俊昭     | 63   | 無所属     | 現     | 4,743     |
| 8    | 当   | 鈴木英樹     | 54   | 無所属     | 現     | 4,697.167 |
| 9    | 当   | 野々山雄一郎 | 46   | 無所属     | 新     | 4,377     |
| 10   | 当   | 加藤嘉哉     | 46   | 無所属     | 新     | 4,068.980 |
| 11   | 当   | 加藤学       | 60   | 民進党     | 現     | 3,970.804 |
| 12   | 当   | 畔柳敏彦     | 61   | 公明党     | 現     | 3,850     |
| 13   | 当   | 杉山智騎     | 39   | 無所属     | 新     | 3,817     |
| 14   | 当   | 野島さつき   | 55   | 公明党     | 新     | 3,723     |
| 15   | 当   | 鈴木雅子     | 55   | 日本共産党 | 現     | 3,699.432 |
| 16   | 当   | 内田実       | 67   | 無所属     | 現     | 3,662     |
| 17   | 当   | 木全昭子     | 67   | 日本共産党 | 現     | 3,596     |
| 18   | 当   | 畑尻宣長     | 47   | 公明党     | 現     | 3,533     |
| 19   | 当   | 荻野秀範     | 62   | 無所属     | 新     | 3,510     |
| 20   | 当   | 杉浦久直     | 40   | 無所属     | 現     | 3,469.880 |
| 21   | 当   | 加藤義幸     | 58   | 無所属     | 現     | 3,442.213 |
| 22   | 当   | 新免悠香     | 32   | 日本共産党 | 新     | 3,365     |
| 23   | 当   | 神谷寿広     | 66   | 無所属     | 現     | 3,331.062 |
| 24   | 当   | 山崎泰信     | 59   | 無所属     | 現     | 3,282.025 |
| 25   | 当   | 井出瀬絹子   | 64   | 公明党     | 現     | 3,183     |
| 26   | 当   | 野本篤       | 40   | 無所属     | 新     | 3,179.745 |
| 27   | 当   | 井村伸幸     | 51   | 無所属     | 現     | 3,108     |
| 28   | 当   | 簗瀬太       | 54   | 無所属     | 現     | 3,048     |

| 順位 | 当落 | 候補者名                 | 年齢 | 所属党派   | 新旧別 | 得票数    |
| ---- | ---- | ------------------------ | ---- | ---------- | ------ | --------- |
| 29   | 当   | 蜂須賀喜久好             | 64   | 無所属     | 現     | 3,009     |
| 30   | 当   | 中根武彦                 | 58   | 無所属     | 現     | 2,979     |
| 31   | 当   | 大原昌幸                 | 44   | 無所属     | 現     | 2,976     |
| 32   | 当   | 三宅健司                 | 50   | 無所属     | 現     | 2,940     |
| 33   | 当   | 小木曽智洋               | 54   | 無所属     | 現     | 2,936.937 |
| 34   | 当   | 江村力                   | 70   | 無所属     | 新     | 2,914     |
| 35   | 当   | 山崎憲伸                 | 60   | 無所属     | 現     | 2,851.974 |
| 36   | 当   | 柵木誠                   | 72   | 無所属     | 現     | 2,691.882 |
| 37   | 当   | 三浦康宏                 | 43   | 無所属     | 現     | 2,587     |
| 38   | 落   | 田口正夫                 | 62   | 無所属     | 現     | 2,585     |
| 39   | 落   | 小松賢司                 | 67   | 無所属     | 新     | 2,531     |
| 40   | 落   | 柳賢一                   | 36   | 無所属     | 新     | 2,381     |
| 41   | 落   | 吉口二郎                 | 59   | 無所属     | 現     | 2,227     |
| 42   | 落   | 名和史朗                 | 37   | 無所属     | 新     | 2,161     |
| 43   | 落   | 川上守                   | 66   | 無所属     | 現     | 1,836     |
| 44   | 落   | 天野淳二                 | 36   | 無所属     | 新     | 1,812     |
| 45   | 落   | 冨田武司                 | 58   | 無所属     | 新     | 1,787     |
| 46   | 落   | 横山幽風（横山一美）     | 44   | 無所属     | 現     | 1,626     |
| 47   | 落   | 柏原文男                 | 60   | 無所属     | 新     | 1,345     |
| 48   | 落   | 吉田あたろう（吉田篤史） | 46   | 無所属     | 新     | 1,084.254 |
| 49   | 落   | 柴田由美子               | 55   | 幸福実現党 | 新     | 1,029.957 |
| 50   | 落   | 池ノ谷芳男               | 50   | 無所属     | 新     | 0942      |
| 51   | 落   | 佐藤憲弘                 | 75   | 無所属     | 新     | 0902      |
| 52   | 落   | 野口英美子               | 63   | 無所属     | 新     | 0722      |
| 53   | 落   | 新美貴大                 | 41   | 無所属     | 新     | 0599      |
| 54   | 落   | 杉浦一樹                 | 30   | 無所属     | 新     | 0494.119  |
| 55   | 落   | 滝沢のぼる（滝澤和久）   | 58   | 無所属     | 新     | 0486      |
| 56   | 落   | 藤江誠                   | 64   | 無所属     | 新     | 0360.117  |

### 2012年岡崎市議会議員選挙
2012年10月21日執行　当日有権者数：291,200人　最終投票率：57.81%　定数：37人　立候補者数：45人
この選挙より定数は「40」から「37」となった。日本一愛知の会は新人2名を擁立し、そのうち横山幽風が当選した。
| 順位 | 当落 | 候補者名   | 年齢 | 所属党派   | 新旧別 | 得票数    |
| ---- | ---- | ---------- | ---- | ---------- | ------ | --------- |
| 1    | 当   | 鈴木英樹   | 50   | 無所属     | 新     | 6,233.152 |
| 2    | 当   | 太田俊昭   | 59   | 無所属     | 現     | 5,586     |
| 3    | 当   | 新海正春   | 61   | 無所属     | 現     | 5,126     |
| 4    | 当   | 原田範次   | 63   | 無所属     | 現     | 5,102     |
| 5    | 当   | 鈴木静男   | 47   | 無所属     | 新     | 5,037.790 |
| 6    | 当   | 竹下寅生   | 59   | 無所属     | 現     | 4,895     |
| 7    | 当   | 加藤学     | 56   | 民主党     | 現     | 4,640.212 |
| 8    | 当   | 井町圭孝   | 36   | 無所属     | 新     | 4,639     |
| 9    | 当   | 内田実     | 63   | 無所属     | 新     | 4,567     |
| 10   | 当   | 簗瀬太     | 50   | 無所属     | 現     | 4,495     |
| 11   | 当   | 村越恵子   | 59   | 公明党     | 現     | 4,272     |
| 12   | 当   | 畔柳敏彦   | 57   | 公明党     | 現     | 4,189     |
| 13   | 当   | 神谷寿広   | 62   | 無所属     | 現     | 4,158.523 |
| 14   | 当   | 鈴木雅子   | 52   | 日本共産党 | 現     | 3,931.341 |
| 15   | 当   | 大原昌幸   | 40   | 無所属     | 現     | 3,920     |
| 16   | 当   | 木全昭子   | 63   | 日本共産党 | 現     | 3,916     |
| 17   | 当   | 井出瀬絹子 | 60   | 公明党     | 現     | 3,831     |
| 18   | 当   | 柴田泉     | 65   | 無所属     | 現     | 3,787.023 |
| 19   | 当   | 小木曽智洋 | 50   | 無所属     | 新     | 3,786.476 |
| 20   | 当   | 柴田敏光   | 50   | 民主党     | 現     | 3,774.976 |
| 21   | 当   | 畑尻宣長   | 43   | 公明党     | 新     | 3,749     |
| 22   | 当   | 加藤義幸   | 54   | 無所属     | 現     | 3,659.787 |
| 23   | 当   | 三浦康宏   | 39   | 無所属     | 新     | 3,650     |

| 順位 | 当落 | 候補者名     | 年齢 | 所属党派       | 新旧別 | 得票数    |
| ---- | ---- | ------------ | ---- | -------------- | ------ | --------- |
| 24   | 当   | 井村伸幸     | 47   | 無所属         | 新     | 3,637     |
| 25   | 当   | 野村康治     | 71   | 無所属         | 現     | 3,623     |
| 26   | 当   | 田口正夫     | 58   | 無所属         | 現     | 3,621     |
| 27   | 当   | 山崎憲伸     | 56   | 無所属         | 現     | 3,580.193 |
| 28   | 当   | 三宅健司     | 46   | 無所属         | 現     | 3,576     |
| 29   | 当   | 蜂須賀喜久好 | 60   | 無所属         | 現     | 3,461     |
| 30   | 当   | 吉口二郎     | 55   | 無所属         | 現     | 3,458     |
| 31   | 当   | 山崎泰信     | 55   | 無所属         | 現     | 3,410.806 |
| 32   | 当   | 杉浦久直     | 36   | 無所属         | 新     | 3,200     |
| 33   | 当   | 中根武彦     | 54   | 無所属         | 新     | 3,117     |
| 34   | 当   | 柵木誠       | 68   | 無所属         | 現     | 3,064     |
| 35   | 当   | 小野政明     | 62   | 無所属         | 現     | 3,045     |
| 36   | 当   | 横山幽風     | 40   | 日本一愛知の会 | 新     | 2,641     |
| 37   | 当   | 川上守       | 62   | 無所属         | 新     | 2,367     |
| 38   | 落   | 鈴木一夫     | 63   | 無所属         | 新     | 2,184.714 |
| 39   | 落   | 犬塚義彦     | 55   | 無所属         | 元     | 2,116     |
| 40   | 落   | 渡辺敏郎     | 55   | 無所属         | 新     | 1,866     |
| 41   | 落   | 若山晴史     | 64   | 日本共産党     | 新     | 1,824     |
| 42   | 落   | 鶴森眞正     | 56   | 日本一愛知の会 | 新     | 1,792     |
| 43   | 落   | 本多秀行     | 45   | 無所属         | 新     | 1,777     |
| 44   | 落   | 佐藤憲弘     | 71   | 無所属         | 新     | 1,534     |
| 45   | 落   | 井坂定男     | 63   | 無所属         | 新     | 1,334     |

### 2008年岡崎市議会議員選挙
2008年10月5日執行　当日有権者数：285,897人　最終投票率：59.04%　定数：40人　立候補者数：49人
| 順位 | 当落 | 候補者名   | 年齢 | 所属党派   | 新旧別 | 得票数    |
| ---- | ---- | ---------- | ---- | ---------- | ------ | --------- |
| 1    | 当   | 内藤誠     | 57   | 無所属     | 現     | 5,687.092 |
| 2    | 当   | 太田俊昭   | 55   | 無所属     | 現     | 5,231     |
| 3    | 当   | 清水克美   | 61   | 無所属     | 現     | 4,963     |
| 4    | 当   | 柴田敏光   | 46   | 民主党     | 新     | 4,936.032 |
| 5    | 当   | 原田範次   | 59   | 無所属     | 現     | 4,903     |
| 6    | 当   | 梅村順一   | 50   | 無所属     | 現     | 4,573     |
| 7    | 当   | 新海正春   | 57   | 無所属     | 現     | 4,567     |
| 8    | 当   | 中根勝美   | 68   | 無所属     | 現     | 4,527.861 |
| 9    | 当   | 園山康男   | 43   | 無所属     | 現     | 4,367     |
| 10   | 当   | 畔柳敏彦   | 53   | 公明党     | 現     | 4,364     |
| 11   | 当   | 神谷寿広   | 58   | 無所属     | 新     | 4,200     |
| 12   | 当   | 中根薫     | 73   | 民主党     | 現     | 4,171.138 |
| 13   | 当   | 野沢幸治   | 61   | 無所属     | 現     | 4,086.094 |
| 14   | 当   | 井出瀬絹子 | 56   | 公明党     | 現     | 3,906     |
| 15   | 当   | 鈴木雅子   | 47   | 日本共産党 | 現     | 3,872.860 |
| 16   | 当   | 山本雅宏   | 55   | 無所属     | 現     | 3,867     |
| 17   | 当   | 坂井一志   | 59   | 無所属     | 現     | 3,807     |
| 18   | 当   | 田口正夫   | 54   | 無所属     | 現     | 3,793     |
| 19   | 当   | 加藤義幸   | 50   | 無所属     | 新     | 3,687.543 |
| 20   | 当   | 加藤学     | 52   | 無所属     | 元     | 3,657.456 |
| 21   | 当   | 米村賢一   | 63   | 無所属     | 現     | 3,652     |
| 22   | 当   | 永田寛     | 70   | 無所属     | 現     | 3,640     |
| 23   | 当   | 村越恵子   | 55   | 公明党     | 現     | 3,637     |
| 24   | 当   | 山崎泰信   | 51   | 無所属     | 現     | 3,597.735 |
| 25   | 当   | 柴田泉     | 61   | 無所属     | 現     | 3,431.967 |

| 順位 | 当落 | 候補者名     | 年齢 | 所属党派   | 新旧別 | 得票数    |
| ---- | ---- | ------------ | ---- | ---------- | ------ | --------- |
| 26   | 当   | 大原昌幸     | 36   | 無所属     | 現     | 3,364     |
| 27   | 当   | 鈴木雅登     | 38   | 無所属     | 現     | 3,358.684 |
| 28   | 当   | 山崎憲伸     | 52   | 無所属     | 現     | 3,346.264 |
| 29   | 当   | 竹下寅生     | 55   | 無所属     | 現     | 3,303     |
| 30   | 当   | 三宅健司     | 42   | 無所属     | 現     | 3,281     |
| 31   | 当   | 蜂須賀喜久好 | 56   | 無所属     | 現     | 3,183     |
| 32   | 当   | 近藤隆志     | 69   | 無所属     | 現     | 3,133     |
| 33   | 当   | 安形光征     | 68   | 無所属     | 現     | 3,129     |
| 34   | 当   | 簗瀬太       | 46   | 無所属     | 新     | 3,033     |
| 35   | 当   | 木全昭子     | 59   | 日本共産党 | 現     | 3,010     |
| 36   | 当   | 稲垣良美     | 62   | 無所属     | 現     | 2,924     |
| 37   | 当   | 野村康治     | 67   | 無所属     | 現     | 2,899.905 |
| 38   | 当   | 吉口二郎     | 51   | 無所属     | 新     | 2,861     |
| 39   | 当   | 小野政明     | 58   | 無所属     | 現     | 2,486     |
| 40   | 当   | 柵木誠       | 64   | 無所属     | 元     | 2,467.907 |
| 41   | 落   | 川上守       | 58   | 無所属     | 新     | 2,410     |
| 42   | 落   | 柳田孝二     | 53   | 日本共産党 | 現     | 2,373     |
| 43   | 落   | 三浦康宏     | 35   | 無所属     | 新     | 1,990     |
| 44   | 落   | 犬塚義彦     | 51   | 無所属     | 元     | 1,911     |
| 45   | 落   | 沢哲夫       | 48   | 無所属     | 新     | 1,649     |
| 46   | 落   | 鈴木涼太     | 41   | 無所属     | 新     | 1,510.455 |
| 47   | 落   | 井坂定男     | 59   | 民主党     | 新     | 1,271     |
| 48   | 落   | 小島資行     | 66   | 無所属     | 新     | 0926      |
| 49   | 落   | 高村達也     | 61   | 無所属     | 新     | 0892      |

## 出身者
岡崎市長
- 小野庄造
- 小瀧喜七郎
- 菅野経三郎
- 竹内京治
- 太田光二
- 中根鎭夫
- 柴田紘一

国会議員
- 近藤重三郎
- 千賀康治
- 八田広子
- 中根康浩

その他
- 他阿真円